# City of Carlisle
City of Carlisle – dawny dystrykt niemetropolitalny w hrabstwie Kumbria w Anglii. Utworzony został 1 kwietnia 1974, a zlikwidowany 1 kwietnia 2023; włączony do nowo utworzonej jednostki typu unitary authority Cumberland.

## Miasta
- Brampton
- Carlisle
- Longtown

## Inne miejscowości
Aglionby, Allenwood, Askerton, Beaumont, Bewcastle, Blackwell, Brisco, Buckabank, Burgh by Sands, Castle Carrock, Crofton, Crosby-on-Eden, Cumrew, Cumwhinton, Cumwhitton, Dalston, Drumburgh, Farlam, Faugh, Fenton, Gilsland, Great Corby, Great Orton, Hallbankgate, Hayton, Hethersgill, Houghton, Kershopefoot, Kirkandrews-on-Eden, Kirklinton, Lanercost, Little Corby, Monkhill, Rickerby, Rockcliffe, Scaleby, Scalebyhill, Scotby, Smithfield, Stapleton, Todhills, Walton, Warwick Bridge, Warwick-on-Eden, Westlinton, Wetheral.